# 포천시의 국회의원

## 행정구역 변천
- 1945년 8월 15일 경기도 포천군
- 1983년 2월 15일 연천군 관인면이 포천군에 편입, 포천군 청산면이 연천군에 편입, 내촌면이 화현면으로 분면
- 2003년 10월 19일 경기도 포천시(포천읍 폐지)

## 포천시의 역대 국회의원
| 대수         | 이름           | 소속정당     | 임기                               | 선거구역                              |
| ------------ | -------------- | ------------ | ---------------------------------- | ------------------------------------- |
| 제1대        | 서정희(徐廷禧) | 한국민주당   | 1948년 5월 31일 ~ 1950년 5월 30일  | 포천군 일원                           |
| 제2대        | 윤성순(尹珹淳) | 무소속       | 1950년 5월 31일 ~ 1954년 5월 30일  | 포천군 일원                           |
| 제3대        | 윤성순(尹珹淳) | 자유당       | 1954년 5월 31일 ~ 1958년 5월 30일  | 포천군 일원                           |
| 제4대        | 윤성순(尹珹淳) | 자유당       | 1958년 5월 31일 ~ 1960년 7월 28일  | 포천군 일원                           |
| 제5대 민의원 | 김영구(金永求) | 민주당       | 1960년 7월 29일 ~ 1961년 5월 16일  | 포천군 일원                           |
| 제6대        | 홍익표(洪翼杓) | 민주당       | 1963년 12월 17일 ~ 1967년 6월 30일 | 포천군·가평군·연천군 일원(제6선거구)  |
| 제7대        | 오치성(吳致成) | 《민주공화당 | 1967년 7월 1일 ~ 1971년 6월 30일   | 포천군·가평군·연천군 일원(제6선거구)  |
| 제8대        | 오치성(吳致成) | 《민주공화당 | 1971년 7월 1일 ~ 1972년 10월 17일  | 포천군·가평군·연천군 일원(제7선거구)  |
| 제9대        | 김용채(金鎔采) | 《민주공화당 | 1973년 3월 12일 ~ 1979년 3월 11일  | 연천군·포천군·가평군·양평군 일원      |
| 제9대        | 천명기(千命基) | 신민당       | 1973년 3월 12일 ~ 1979년 3월 11일  | 연천군·포천군·가평군·양평군 일원      |
| 제10대       | 오치성(吳致成) | 민주공화당   | 1979년 3월 12일 - 1980년 10월 27일 | 연천군·포천군·가평군·양평군 일원      |
| 제10대       | 천명기(千命基) | 신민당       | 1979년 3월 12일 - 1980년 10월 27일 | 연천군·포천군·가평군·양평군 일원      |
| 제11대       | 이한동(李漢東) | 민주정의당   | 1981년 4월 11일 ~ 1985년 4월 10일  | 연천군·포천군·가평군 일원(제12선거구) |
| 제11대       | 홍성표(洪晟杓) | 민주한국당   | 1981년 4월 11일 ~ 1985년 4월 10일  | 연천군·포천군·가평군 일원(제12선거구) |
| 제12대       | 이한동(李漢東) | 민주정의당   | 1985년 4월 11일 ~ 1988년 5월 29일  | 연천군·포천군·가평군 일원(제12선거구) |
| 제12대       | 김용채(金鎔采) | 한국국민당   | 1985년 4월 11일 ~ 1988년 5월 29일  | 연천군·포천군·가평군 일원(제12선거구) |
| 제13대       | 이한동(李漢東) | 민주정의당   | 1988년 5월 30일 ~ 1992년 5월 29일  | 연천군·포천군 일원                    |
| 제14대       | 이한동(李漢東) | 민주자유당   | 1992년 5월 30일 ~ 1996년 5월 29일  | 연천군·포천군 일원                    |
| 제15대       | 이한동(李漢東) | 신한국당     | 1996년 5월 30일 ~ 2000년 5월 29일  | 연천군·포천군 일원                    |
| 제16대       | 이한동(李漢東) | 자유민주연합 | 2000년 5월 30일 ~ 2004년 5월 29일  | 연천군·포천군 일원                    |
| 제17대       | 이철우(李哲禹) | 열린우리당   | 당선 무효                          | 포천시·연천군 일원                    |
| 제17대       | 고조흥(高照興) | 한나라당     | 2005년 5월 1일 ~ 2008년 5월 29일   | 포천시·연천군 일원                    |
| 제18대       | 김영우(金榮宇) | 한나라당     | 2008년 5월 30일 ~ 2012년 5월 29일  | 포천시·연천군 일원                    |
| 제19대       | 김영우(金榮宇) | 새누리당     | 2012년 5월 30일 ~ 2016년 5월 29일  | 포천시·연천군 일원                    |
| 제20대       | 김영우(金榮宇) | 새누리당     | 2016년 5월 30일 ~ 2020년 5월 29일  | 포천시·가평군 일원                    |
| 제21대       | 최춘식(崔春植) | 미래통합당   | 2020년 5월 30일 ~ 2024년 5월 29일  | 포천시·가평군 일원                    |
| 제22대       | 김용태(崔春植) | 국민의힘     | 2024년 5월 30일 ~                  | 포천시·가평군 일원                    |

## 같이 보기
- 연천군·포천군
- 포천시·연천군
- 포천시·가평군
- 연천군의 국회의원
- 가평군의 국회의원
- 양평군의 국회의원